# Nick Vujicic
Nick Vujicic, właściwie Nicholas James Vujicic (ur. 4 grudnia 1982 w Melbourne) – australijski ewangelizator i mówca motywacyjny pochodzenia serbskiego urodzony z rzadką chorobą znaną jako zespół tetra-amelia, czyli całkowitym wrodzonym brakiem kończyn. Na całym świecie prowadzi wykłady na temat niepełnosprawności, motywacji i wiary w Boga.

## Życie prywatne
Nick urodził się jako najstarsze dziecko pastora i pielęgniarki. Rodzice byli zszokowani, gdy okazało się, że nie ma obu rąk ani nóg, jedynie jedną zdeformowaną stopę z dwoma palcami.
Początkowo nie mógł chodzić do zwykłej szkoły, ponieważ prawo stanu Wiktoria zakazywało tego dzieciom niepełnosprawnym fizycznie. Jednak gdy prawo się zmieniło, Vujicic był jednym z pierwszych niepełnosprawnych uczniów uczęszczających do szkoły razem z pełnosprawnymi. W szkole był poniżany przez kolegów, przez co miał depresję i myśli samobójcze.
Później zrozumiał, że może inspirować innych, dawać im wiarę i nadzieję. Gdy mama pokazała mu artykuł w gazecie o mężczyźnie, który radzi sobie w codziennym życiu mimo niepełnosprawności, Nick uświadomił sobie, że nie jest jedyny, i postanowił pokonać swoją chorobę. Nauczył się samodzielnie wykonywać wszystkie niezbędne, codzienne czynności: pisać używając palców u stopy, używać komputera, czesać się, golić, myć zęby, odbierać telefon, pić wodę ze szklanki, jeździć na deskorolce, a nawet kopać piłki tenisowe, grać w golfa, surfować czy grać na perkusji.
W wieku około siedemnastu lat został przewodniczącym szkoły i pomagał organizacjom charytatywnym i kampaniom o niepełnosprawności. Wkrótce założył własną organizację non-profit „Life Without Limbs” (Życie Bez Kończyn) i przemawiał w grupie modlitewnej. W 2005 roku został nominowany do nagrody „Młody Australijczyk Roku”. Studiował księgowość i planowanie finansów na Griffith University.
Rodzina
W młodości obawiał się, że żadna dziewczyna nie będzie chciała za niego wyjść, jednak 12 lutego 2012 ożenił się z pełnosprawną Japonką Kanae Miyaharą. 13 lutego 2013 urodził się im syn – Kiyoshi James Vujicic. 7 sierpnia 2015 przyszedł na świat ich drugi syn – Dejan Levi Vujicic, a 20 grudnia 2017 rodzina Vujiciców powiększyła się o bliźniaczki: Olivię i Ellie.

## Twórczość
- w 2008 roku Bob Cummings przeprowadził z nim wywiad w swoim programie telewizyjnym
- w 2009 zagrał w krótkometrażowym filmie Cyrk motyli, który zdobył na całym świecie wiele nagród
- w 2010 roku opublikował dwa filmy DVD ze swoim udziałem – Life’s Greater Purpose oraz No Arms, No Legs, No Worries
- w serwisie YouTube można też obejrzeć jego wykonanie piosenki Something More Tyrone’a Wellsa wraz z teledyskiem
- w 2010 napisał swoją pierwszą książkę Life Without Limits[5], polskie tłumaczenie pt. Bez rąk, bez nóg, bez ograniczeń! ukazało się w 2012 (Aetos Media[6])
- w 2012 ukazała się jego książka Your Life Without Limits.
- w 2013 ukazała się jego książka Limitless: Devotions for a Ridiculously Good Life, opublikowana po polsku w 2015 pt. Bez granic! 50 inspirujących rozważań Nicka Vujicica (Aetos Media[7]).
- w 2013 ukazała się jego książka Unstoppable: The Incredible Power of Faith in Action, opublikowana po polsku w 2015 pt. Niezwyciężony! Potęga wiary w działaniu (Aetos Media[8]).
- The Power of Unstoppable Faith (2014). w 2015 opublikował książkę Stand Strong, która ukazała się na polskim rynku pt. Nie daj się gnębić! (Aetos Media[9]) w tym samym roku.
- w 2016 opublikował książkę napisaną wspólnie z żoną, Kanae: Love Without Limits. Polskie wydanie ukazało się pt. Miłość bez granic w 2016 (Aetos Media[10]).
- w 2018 opublikował książkę Be the Hands and Feet: Living Out God’s Love for All His Children